# Rhipidoglossum montanum
Rhipidoglossum montanum é uma espécie de orquídea, família Orchidaceae, que existe no Quênia. Trata-se de planta epífita, monopodial com caule que mede menos de doze centímetros de comprimento; cujas pequenas flores tem um igualmente pequeno nectário sob o labelo.

## Publicação e sinônimos
- Rhipidoglossum montanum (Piers) Senghas, Schlechter Orchideen 1(16-18): 1111 (1986).

Sinônimos homotípicos:
- Angraecum montanum Piers, Orchids E. Afr.: 244 (1968).
- Diaphananthe montana (Piers) P.J.Cribb & J.Stewart, Kew Bull. 40: 411 (1985).

- Angraecopsis montana (Piers) R.Rice, Prelim. Checklist & Survey Subtrib. Aerangidinae (Orchidac.): 19 (2005).